# 朝鲜驻华大使馆
朝鲜驻华大使馆（朝鲜语：／），是朝鮮民主主義人民共和國外務省在中華人民共和國設置的外交代表機構。館址位於中國北京市朝陽區建国门外日坛北路11号。
除了北京的大使館本館之外，朝鲜駐華外交機構尚由駐瀋陽總領事館及駐丹東领事辦公室組成。